# 华北政务委员会
華北政務委員会是1940年3月30日成立的行政組織。前身是中華民国臨時政府。臨時政府参加南京的汪精卫國民政府后，改组为華北政務委員会，南京在北平設立“軍事委員會駐華北辦事處”。起初掛五色旗，並作為中華民國新民會的旗幟。1943年2月9日改掛汪精衛國民政府國旗。
依据《華北政務委員会組織条例》，华北政务委员会受汪精卫國民政府委託，负责河北、山東、山西3省及北平特別市、天津特別市、青島特別市3市地域的防共、治安維持、经济政策，并监督下属各省市政府。在条例规定之外，河南的行政事务事实上也受華北政務委員会管理。1942年1月，蘇北淮北地区的蘇淮特別区行政公署受汪精卫國民政府直轄，華北治安軍改稱“華北綏靖軍”，更換成與和平建國軍相同的軍旗和軍徽。淮海省停用聯銀券，改用中儲券。

## 委員構成
委員17～21名。委員長1名，係指定。常務委員5～9名。下设顧問、参議、咨議、专員、調査員若干名。

### 委員長
- 王克敏：1940年3月30日－6月5日
- 王揖唐：1940年6月5日－1943年2月8日
- 朱深：1943年2月8日－7月2日（死去）
- 王克敏：1943年7月2日－1945年2月8日
- 王蔭泰：1945年2月8日－8月

### 常務委員
- 殷同：1940年3月30日－1942年12月31日（死去）
- 王荫泰：1940年3月30日－1945年（日本投降）
- 汤尔和：1940年3月30日－11月10日（死去）
- 齐燮元：1940年3月30日－1943年11月11日免
- 汪时璟：1940年3月30日－1945年（日本投降）
- 王克敏：1940年3月30日－6月5日免；1943年7月2日－1945年2月8日免
- 王揖唐：1940年6月5日－1943年2月8日免
- 朱深：1940年3月30日－1943年7月2日（死去）
- 周作人：1940年12月19日－1943年2月8日免
- 余晋龢：1943年1月20日－1945年（日本投降）
- 苏体仁：1943年2月8日－1945年2月18日免
- 杜锡钧：1943年11月11日－1945年（日本投降）
- 王谟：1943年11月11日－1945年2月18日免
- 文元模：1945年2月18日－1945年（日本投降）
- 陈曾栻：1945年2月18日－1945年（日本投降）
- 唐仰杜：1945年2月18日－1945年（日本投降）
- 喻熙傑：1945年2月18日－1945年（日本投降）

### 委員
- 潘毓桂：1940年3月30日－1945年（日本投降）
- 马良：1940年3月30日－1943年
- 江朝宗：1940年3月30日－1943年10月1日（死去）
- 赵琪：1940年3月30日－1945年（日本投降）
- 余晋龢：1940年3月30日－1943年1月20日升任常务委员
- 苏体仁：1940年3月30日－1943年2月8日升任常务委员
- 王揖唐：1940年3月30日－6月5日升任常务委员
- 董康：1940年3月30日－1943年
- 吴赞周：1940年3月30日－1945年（日本投降）
- 唐仰杜：1940年9月12日－1945年2月18日升任常务委员
- 温世珍：1940年9月12日－1943年
- 缪斌：1940年9月12日－1941年2月13日免
- 周作人：1940年9月12日－12月19日升任常务委员；1943年2月8日－1945年（日本投降）
- 冷家骥：1941年2月13日－1945年（日本投降）
- 祝惺元：1942年3月26日－1943年
- 陈静斋：1942年2月28日－1943年
- 方若：1942年7月11日－1943年
- 张仲直：1943年11月11日－1945年（日本投降）
- 徐良：1943年11月11日－1943年
- 张仁蠡：1943年10月21日－1945年（日本投降）
- 祝书元：1945年2月18日－1945年（日本投降）
- 邹泉荪：1945年2月18日－1945年（日本投降）
- 刘玉书：1945年3月19日－1945年（日本投降）

## 政務委員会直属机关（1940年3月 - 1943年11月）
華北政務委員会設立后，至1943年11月，共设6总署（内政・財政・治安・教育・实业・建設）2厅（政務・秘書）等直属机关。最高法院華北分院事实上也隶属于華北政務委員会。

### 内務总署
督办、署長各1名、参事若干名。下级机关4局（总務・民政・礼俗・衛生）。1943年3月，治安总署所属警政局改属内務总署，形成5局体制。
歴代总署督办
- 王克敏：1940年3月 - 6月〔兼任〕
- 王揖唐：1940年6月 - 1943年2月〔兼任〕
- 齐燮元：1943年2月 - 11月〔兼任〕

歴代总署署长
- 吴甌：1940年3月 - 1943年2月
- 孙润宇：1943年2月 - 11月

### 財務总署
督办、署長各1名、参事若干名。下级机关4局（总務・税務・会計・庫藏）、中国聯合準備銀行、華北统税总局、華北禁烟总局。
总署督办
- 汪時璟：1940年3月 - 1943年11月

总署署长
- 吴锡永：1940年3月 - 1943年11月

### 治安总署
督办、署長各1名、参事若干名。下级机关7局（总務・軍咨・軍務・軍学・軍需・宣導・警政）2处（軍医・軍法）。1943年3月，警政局改归内務总署。
总署督办
- 齐燮元：1940年3月 - 1943年11月〔1943年2月起兼任内務总署督办〕

总署署长
- 杜锡钧：1940年 - 1943年11月

### 教育总署
督办、署長各1名、参事若干名。下级机关3局（总務・教育・文化）。
歴代总署督办
- 湯爾和：1940年3月 - 11月〔死去〕
- 周作人：1940年12月 - 1943年2月
- 蘇体仁：1943年2月 - 11月
- 王谟：1943年11月-1944年7月
- 王克敏：1944年7月-1945年2月
- 文元模：1945年2月-8月

歴代总署署长
- 方宗鳌：1940年3月 - 1941年5月
- 张心沛：1941年5月 - 1943年2月（1942年起毛颂芬代理）
- 文元模：1943年2月 - 5月
- 王錄勳：1943年5月 - 11月

### 实业总署
督办、署長各1名、参事若干名。下级机关7局（总務・農林・工商・漁牧・矿业・劳工・合作）、華北合作事业总会。
总署督办
- 王蔭泰：1940年3月 - 1943年11月

总署署长
- 岳开先：1940年3月 - 11月

### 建設总署
督办、署長各1名、参事若干名。下级机关5局（总務・经理・公路・水利・都市）、企划委員会。
歴代总署督办
- 殷同：1940年3月 - 1942年12月〔死去〕
- 余晋龢：1943年1月 - 11月

总署署长
- 周迪平：1940年3月 - 11月

### 政務厅
厅長1名、参事若干名。下级机关1室（秘書室）5局（外務・法制・審計・情報・交通）。
歴代厅長
- 朱深：1940年3月 - 7月
- 祝惺元：1940年7月 - 1942年3月
- 夏肃初：1942年4月 - 1943年2月
- 張仲直：1943年2月 - 11月

### 秘書厅
厅長1名、参事若干名。下级机关2处（文案・事務）1室（機要）。
歴代厅長
- 王克敏：1940年5月 - 6月〔兼任〕
- 瞿益锴：1940年6月 - 7月〔代理〕
- 夏肃初：1940年7月 - 1942年4月
- 李元暉：1942年4月 - 7月〔代理〕
- 李元暉：1942年7月 - 1943年2月
- 張仲直：1943年2月 - 3月〔兼任〕
- 祝書元：1943年3月 - 11月〔代理〕

### 最高法院華北分院
民事1庭、刑事2厅、检察署。
院長
- 張孝栘：1940年5月 - 1943年11月

## 政務委員会直属机关（1943年11月 - 1945年8月）
1943年11月10日，華北政務委員会臨時常務委員会通过機構改革案及人事調整案。11月11日，中央政治委員会第129次会議对此进行追認。此次改组废止了政務、秘書2厅，改置总務、内務、財務3厅，6总署变成了治安、经济、農務、教育、工務5总署。

### 总務厅
厅長、次長各1名、参事若干名。下级机关1室（秘書室）4局（总務・外務・統計・情報）。
歴代厅長
- 王蔭泰：1943年11月 - 1945年2月〔兼任〕
- 蘇体仁：1945年2月 - 8月〔兼任〕

### 内務厅
厅長1名。下级机关2局（民政・警政）。
歴代厅長
- 王蔭泰：1943年11月 - 1945年2月〔兼任〕
- 蘇体仁：1945年2月 - 8月〔兼任〕

### 財務厅
厅長1名。下级机关3局（主計・審計・印刷）。
歴代厅長
- 張仲直：1943年11月 - 1945年2月〔代理〕
- 汪時璟：1945年2月 - 8月〔兼任〕

### 治安（綏靖）总署
督办、署長各1名、参事若干名。下级机关7局（总務・軍咨・軍務・軍学・軍需・宣導）2处（軍医・軍法）。1943年12月30日，最高国防会議第36次会議决定，将治安总署更名为綏靖总署。
歴代总署督办
- 杜錫鈞：1943年11月 - 1945年3月
- 門致中：1945年3月 - 8月

### 经济总署
督办、署長各1名、参事若干名。下级机关6局（总務・实业・金融・税務・劳工・物价）。
总署督办
- 汪時璟：1943年11月 - 1945年8月〔1945年2月起兼任財務厅長〕

### 農務总署
督办、署長各1名、参事若干名。下级机关5局（总務・農産・糧政・林牧・合作）。
歴代总署督办
- 王蔭泰：1943年11月 - 1945年2月〔兼任〕
- 陳曾栻：1945年2月 - 8月

### 教育总署
督办、署長各1名、参事若干名。下级机关4局（总務・文化・教育・保健）。
歴代总署督办
- 王謨：1943年11月 - 1944年7月
- 王克敏：1944年7月 - 1945年2月
- 文元模：1945年2月 - 8月

歴代总署署长
- 王錄勳：1943年11月 - 1944年2月
- 王竹邨：1944年2月 - ？
- 文元模：1944年2月 - 1945年2月
- 王竹邨：1945年2月 - 8月

### 工務总署
督办、署長各1名、参事若干名。下级机关4局（总務・水利・公路・都市計划）。
歴代总署督办
- 蘇体仁：1943年11月 - 1945年2月
- 唐仰杜：1945年2月 - 8月

### 最高法院華北分院
继续改組以前的组织。
院長
- 張孝栘：1943年11月 - 1945年8月

## 行政区划
汪精卫国民政府倒台之前，华北政务委员会统辖的行政区划如下：
- 北京市
- 天津市
- 青島市
- 河北省
- 山東省
- 山西省
- 河南省